# 크레이지 (2007년 영화)
크레이지(Crazy)는 미국에서 제작된 릭 바이버 감독의 2007년 드라마 영화이다. 웨이론 페인 등이 주연으로 출연하였고 릭 바이버 등이 제작에 참여하였다.

## 출연

### 주연
- 웨이론 페인
- 알리 라터

### 조연
- 레인 게리슨
- 스콧 마이클 캠벨
- 데이비드 콘래드
- 존 플렉
- 티모시 오먼드슨
- 브렌트 브리스코
- 레이몬드 오코너
- 앨리슨 비비코프
- 샤운 콜빈
- 라이언 크로스
- 제랄드 에머릭
- 에반스 포드
- 윌 그린버그
- 브래드 호킨스
- 브라이언 존스
- 제이슨 앨런 스미스
- 아만다 테페
- 스티브 바이

## 제작진
- 공동제작: 앨런 코헨
- 협력프로듀서: 스트로 와이즈만
- 미술: 필립 툴린
- 세트: 린다 스피리어스
- 의상: 크리스틴 M. 버크
- 배역: 모니카 니켈슨